# Mansfield (New York)
Mansfield è un comune degli Stati Uniti d'America, situato nello Stato di New York, nella contea di Cattaraugus.